# Marquefave
Marquefave is een gemeente in het Franse departement Haute-Garonne (regio Occitanie). De plaats maakt deel uit van het arrondissement Muret. Marquefave telde op 1 januari 2022 976 inwoners.

## Geografie
De oppervlakte van Marquefave bedroeg op 1 januari 2022 18,92 vierkante kilometer; de bevolkingsdichtheid was toen 51,6 inwoners per km².

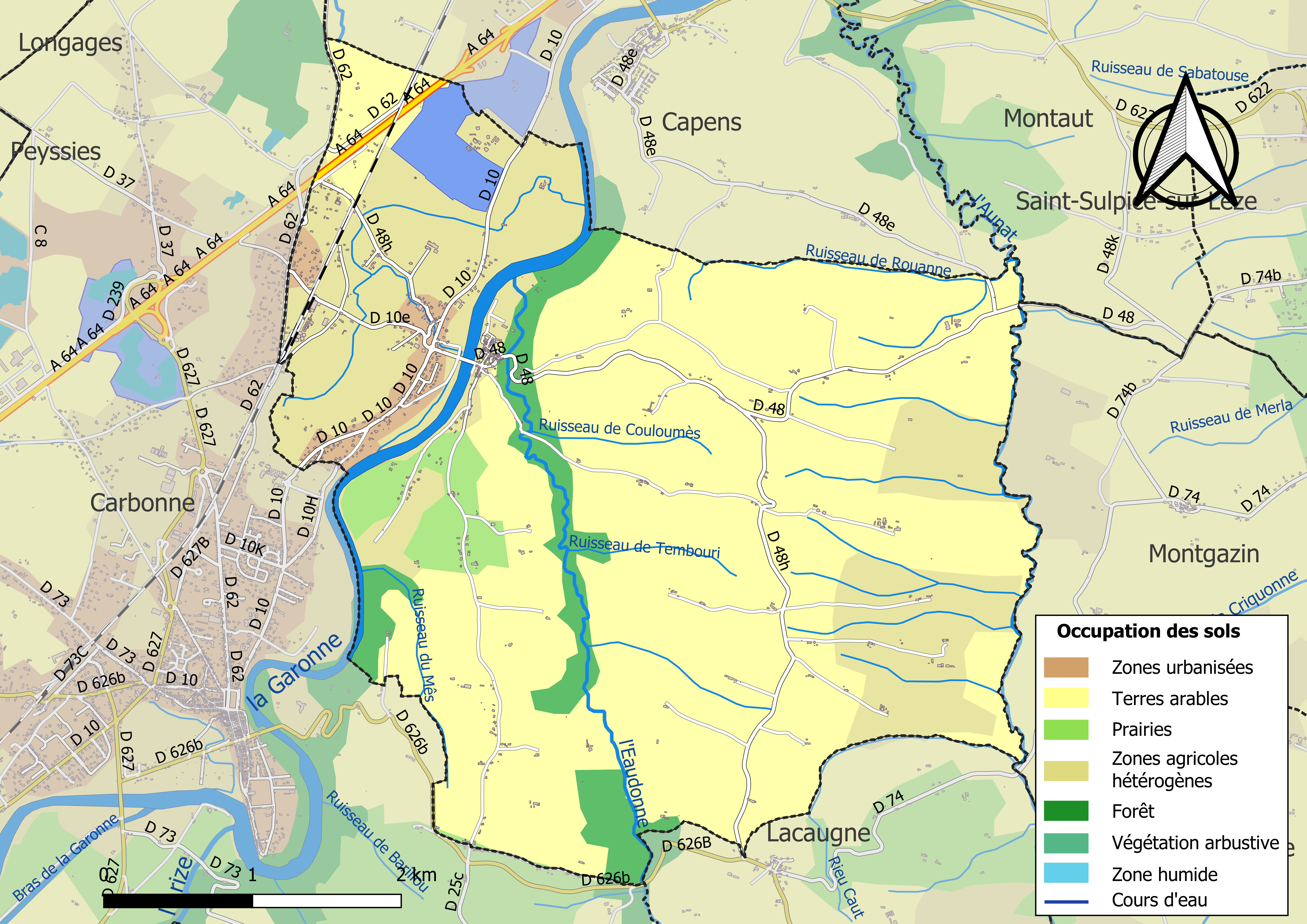
Kaart van de gemeente met belangrijkste infrastructuur, bodemgebruik en omliggende gemeenten

## Demografie
Onderstaande figuur toont het verloop van het inwonertal (bron: INSEE-tellingen).